# أليساندرو نيستا
أليساندرو نيستا (بالإيطالية: Alessandro Nesta)‏ . من مواليد { 19 مارس 1976 } وهو لاعب كرة قدم سابق ، كان آخر مدرب لنادي ميامي في دوري أمريكا الشمالية لكرة القدم .
على نحو واسع يعتبر واحد من أفضل قلوب الدفاع في جيله ومن أفضل المدافعين على الإطلاق . كان معروفاً بسرعته ، قطعه للكرة بطريقة فنية ، أناقته مع الكرة ، الانتشار وتضييق الخناق على الخصم . خلال 20 عامًا شارك في أكثر من 400 مباراة في الدوري الإيطالي الدرجة الأولى انقسمت بين نادي لاتسيو وإيه سي ميلان الإيطاليين، فاز خلالهما بألقاب محلية وأوروبية في كليهما ، بالإضافة للعبه في الدوري الأمريكي لكرة القدم مع نادي إمباكت مونتريال. كما أنه مثل نادي تشيناي في الدوري الهندي الممتاز. كذلك حصل نيستا على جائزة أفضل مدافع في الدوري الإيطالي الدرجة الأولى في السنة أربع مرات ، وأربع مرات في جائزة اليويفا لأفضل فريق . في عام 2004 ، احتفالًا بمرور 100 عام على إنشاءالاتحاد الدولي لكرة القدم تم اختياره من ضمن أفضل 125 لاعب كرة قدم حي.
كان نيستا عضوًا في منتخب إيطاليا لكرة القدم لعقد من الزمن منذ أول ظهور له مع المنتخب في عام 1996 ، شارك خلالها في 76 مباراة إجمالًا . على المستوى الدولي ، نافس نيستا في أولمبياد 1996، وثلاث مرات في بطولة أمم أوروبا ، وثلاث مرات في كأس العالم لكرة القدم. كان نيستا ضمن منتخب إيطاليا لكرة القدم الذي فاز بـ كأس العالم 2006 ، وكذلك مثل الجانب الإيطالي في نهائي بطولة أمم أوروبا لكرة القدم 2000.

## نشأته
ولد نيستا في العاصمة الإيطالية روما، وكانت نشأته وطفولته وتعليمه في العاصمة حيث ترعرع نيستا بين أكتاف مدينة روما وتعلم مبادئ كرة القدم بين أحيائها وشوارعها القديمة مع أطفال الحي الذي كان يقطنه. يتصف نيستا بالذكاء وقوة الشخصية منذ الصغر والذي إكتسبها بالطبع عن طريق والده، والذي قال حاولت غرس الثقة في أليساندرو منذ صغره وأضاف أن أليساندرو يعشق كرة القدم منذ الصغر وقد لاحظ والداه ذلك ودعموا رغبته ولم يقفوا في طريقه مما ساعده في اكتساب الكثير من الأمور في شخصيته ومهارته كلاعب كرة قدم.

### الانتقال إلى ميلان
بدأت قضية انتقال اللاعب الإيطالي الدولي أليساندرو نيستا قبل نهاية موسم الانتقالات في عام 2002 حينما تعرض نادي لاتسيو لضائقه ماليه أجبرته على عرض أليساندرو نيستا في سوق الانتقالات.وكان أول المتنافسين على الظفر بتوقيع اللاعب والذي يعتبر من أفضل المدافعين في العالم هو نادي مانشيستريونايتد الإنجليزي حينما أرسل السير أليكس فيرجسون مدربه لحضور لقاء القمة بين روما ولاتسيو في الدوري الإيطالي لمشاهدة نيستا عن قرب وللتعرف على مستواه بشكل أكبر ولكن للأسف وسوء الحظ ظهر نيستا بصوره سيئة في تلك المباراة والتي انهزم فيها لاتسيو بنتيجه كبيرة وقد يكون للدور الإعلامي وحضور مدرب مانشيستر يونايتد تأثيره السلبي على نيستا في تلك المباراة. بعد نهاية الموسم تقدم العديد من الفرق الأوروبية الكبيرة بعروض ضخمة للحصول على توقيع أليساندرو نيستا، وكان من أبرز الفرق ريال مدريد وبرشلونه الإسبانيين ومن الفرق الإيطالية اليوفي والميلان والانتر واستمرت العروض والمفاوضات تنهال على اللاعب بشكل كبير وسط متابعة قويه من الاعلام الأوروبي والعالمي وبرشلونه عرض نجمه البرازيلي ريفالدو مقابل نيستا ولكن رفض ريفالدو تركه لبرشلونه وانتقاله للاتسيو أحبط اتمام الصفقة وموافقة لاتسيو واليوفنتوس عرض مدافعه الفرنسي الدولي ليليان تورام مقابل نيستا بالإضافة لمبلغ من المال وعرض أيضا عرضاً آخر يقضي بانتقال أدقار دافيدز النجم الهولندي بالإضافة لمبلغ مالي ضخم مقابل انتقال نيستا ولم تنجح المفاوضات لعدم اقتناع مسئولون نادي لاتسيو بكل عروض اليوفي خاصة وان نيستا إيطالي الجنسية. وكانت آخر العروض المقدمة من اليوفي هي عرض المدافع الدولي الإيطالي مارك يوليانو بالإضافة للاعب خط الوسط البارز أليسيو تاكيناردي بالإضافة لمبلغ مالي ولكن هذا العرض قوبل بالرفض لعدم حاجة لاتسيو للاعب وسط ولكبر سن يوليانو مقارنة بنيستا.
كما قدم الانتر عرضاً قوياً ومغرياً والعرض كان مقدماً من رئيس نادي انتر ميلان السيد ماسيمو موراتي الملياردير الإيطالي الذي اشتهر بشرائه للنجوم مثل رونالدو وفييري وريكوبا وقدم موراتي مبلغا ضخماً من المال بالإضافة لمهاجم الانتر الشاب نيكولا فينتولا وهذه المرة اقتنع مسئولو نادي لاتسيو وأخذو العرض ودرسوه بجديه وكان نيستا قاب قوسين أو أدنى من التوقيع للانتر ولكن الصفقة لم تتم لأن نادي الانتر غير وجهة نظره وتعاقد مع المدافع الدولي الإيطالي فابيو كانفارو.
من ناحيته قدم الميلان في البداية عرض بمبلغ مالي ضخم بالإضافة لانتقال لاعب وسطه الشاب ماسيمو دوناتي ومدافعه البرازيلي الدولي روكي جونيور مقابل انتقال نيستا للميلان وكان مسئولو الميلان مهتمين بشكل كبير بشراء نيستا والجمهور كان ينتظر ان تتم الصفقة لدرجة أن الموقع الرسمي على الشبكة العنكبويتة لنادي الميلان قد وضع صورة لنيستا وهو بزي الميلان الرسمي ولكن مسئولون نادي لاتسيو رفضو جميع تلك العروض لأن اللاعب يستحق أكثر من ذلك كله كانت مطالبتهم بمبلغ يقدر بــ 47 مليون يورو... قد أستمر مسلسل المفاوضات حتى الرمق الأخير من انتهاء فترة التعاقدات الأوربية... ففي آخر يوم وافق رئيس نادي لاتسيو على العرض المقدم من الميلان والذي قدر بــ 31 مليون يورو وذلك حسب ما أعلن للاعلام... ولكن يعتقد بأن قيمة نيستا أكبر من ذلك المبلغ وسيتم دفعها على شكل دفعات سنوية لمدى ثلاث سنوات متتالية وبذلك تم تغطية حاجة نادي لاتسيو للأموال وتم انتقال نيستا للميلان... بجهود رئيس الفخري السيد سيلفيو برليسكوني ونائبه السيد ادريانو جالياني، ويعتبر نيستا(بمهارته الدفاعية العالية وقدراته على افتكاك الكرة من الخصوم والتمركز والتغطية والانزلاقات الناجحة وإبعاد الكرات الهوائية والسرعة التي كان يجاري بها المهاجمين ) ولقب بجلاد المهاجمين لأيقافه أبرز المهاجمين والجنرال بسبب قدرته على قيادة الدفاع رغم وجود مدافعين أكبر منه بالعمر وحقق جائزة أفضل مدافع في دوري أيطالي 4 مرات ودوري أبطال مع الميلان عام 2003و عام2007 ويعتبر أليساندرو نيستا أحد أفضل المدافعين على مر التاريخ
وأفضل قلب دفاع في الفترة الأخيرة وعاش النجم الأيطالي صراع كبير مع الأصابات مما أثرت على مسيرتة الكروية .
وقال عنه أسطورة كرة القدم البرازيلية بيليه : في أيطاليا الظاهرة نيستا ليس توتي دائماً كانت المتعة في الهجوم لكن نيستا من جعل للدفاع متعة لو كانت البرازيل تملك نيستا لفازت بكل الألقاب .
وقال عنه النجم الكبير فرانكو باريزي : نيستا هو أساس كل دفاع ناجح

### الانتقال إلى مونتريال إمباكت
في نهاية موسم 2012 قرر نيستا الظهور بمؤتمر صحفي لكي يتحدث عن مستقبله الكروي وأكد أنه لن يستمر مع ميلان ويريد اللعب بإمريكا وقد قُدم لنيستا عروض كثيرة سواءً من أوروبا أو أمريكا جاء لنيستا عرض من نيوريوك ريد بولز فريق الفرنسي تيري هنري وعرض من دي سي يونايتد ولكن بإقناع من صديقه دي فايو الذي أنتقل إمباكت مونتريال الكندي انتقل نيستا لمونتريال إمباكت الكندي برفقة صديقه دي فايو وأول مباراة غير رسمية لنيستا كانت مباراة ودية ضد نادي أولمبيك ليون الفرنسي، وأول مباراة رسمية كانت با الدوري الأمريكي ضد نيوريوك ريد بولز وضد الفرنسي تيري هنري وتمكن فريق نيستا من الفوز بنتيجة ثلاثة أهداف مقابل هدف لنيوريوك ريد بولز وأثبت نيستا نفسه بجدارة مع الفريق الكندي.

## مسيرته الكروية

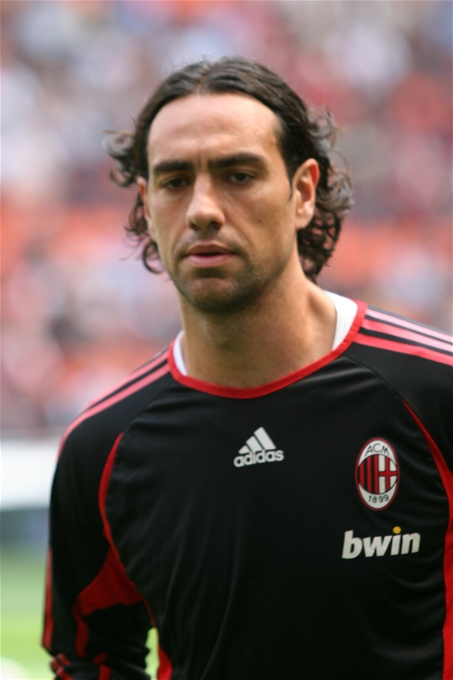
أليساندرو نيستا

لعب أليساندرو نيستا خلال مسيرته الاحترافية مع 4 أندية في اثنين وعشرين موسمًا وسجل خلالها 9 أهداف ضمن 451 مباراة. حيث فاز في ثلاثة مواسم بالكأس وفي ثلاثة مواسم بالدوري.
خاض أليساندرو نيستا مسيرته مع نادي لاتسيو في موسم 1993–94 ليلعب معه تسعة مواسم، مشاركًا في 193 مباراة سجل خلالها هدفين. ثم انتقل إلى نادي إيه سي ميلان في موسم 2002–03 ليلعب معه عشرة مواسم، حيث شارك في 224 مباراة سجل خلالها 7 أهداف. لينتقل بعدها إلى نادي مونتريال إمباكت في عامي 2012-2014 ولمدة موسمين، مشاركًا في 31 مباراة ولم يسجل أي هدف. ثم انتقل إلى نادي تشينايين ما بين عامي 2014 و2015 لمدة موسم واحد، مشاركًا في 3 مباريات ولم يسجل أي هدف أيضًا.